# Locomotiva FS 552
La locomotiva a vapore gruppo 552 ex 180 bis RA era una locomotiva a 2 assi motori e carrello anteriore biassiale, con tender accoppiato a tre assi, alimentata a carbone,  che le Ferrovie dello Stato acquisirono dalla cessata SFM, Società Italiana per le strade ferrate meridionali, susseguentemente alla loro costituzione nel 1905. Raggiungeva una velocità di 100 km/h e rappresenta il massimo sviluppo delle locomotive a due assi accoppiati, superate soltanto dall'introduzione di motrici a tre assi accoppiati. Per la rilevanza del progetto una di esse fu presentata all'Esposizione di Parigi del 1900, destando un vivo interesse.
La locomotiva FS 552.036 è stata conservata insieme alle altre glorie delle Ferrovie dello Stato nel Museo nazionale della scienza e della tecnologia Leonardo da Vinci di Milano.

## Storia

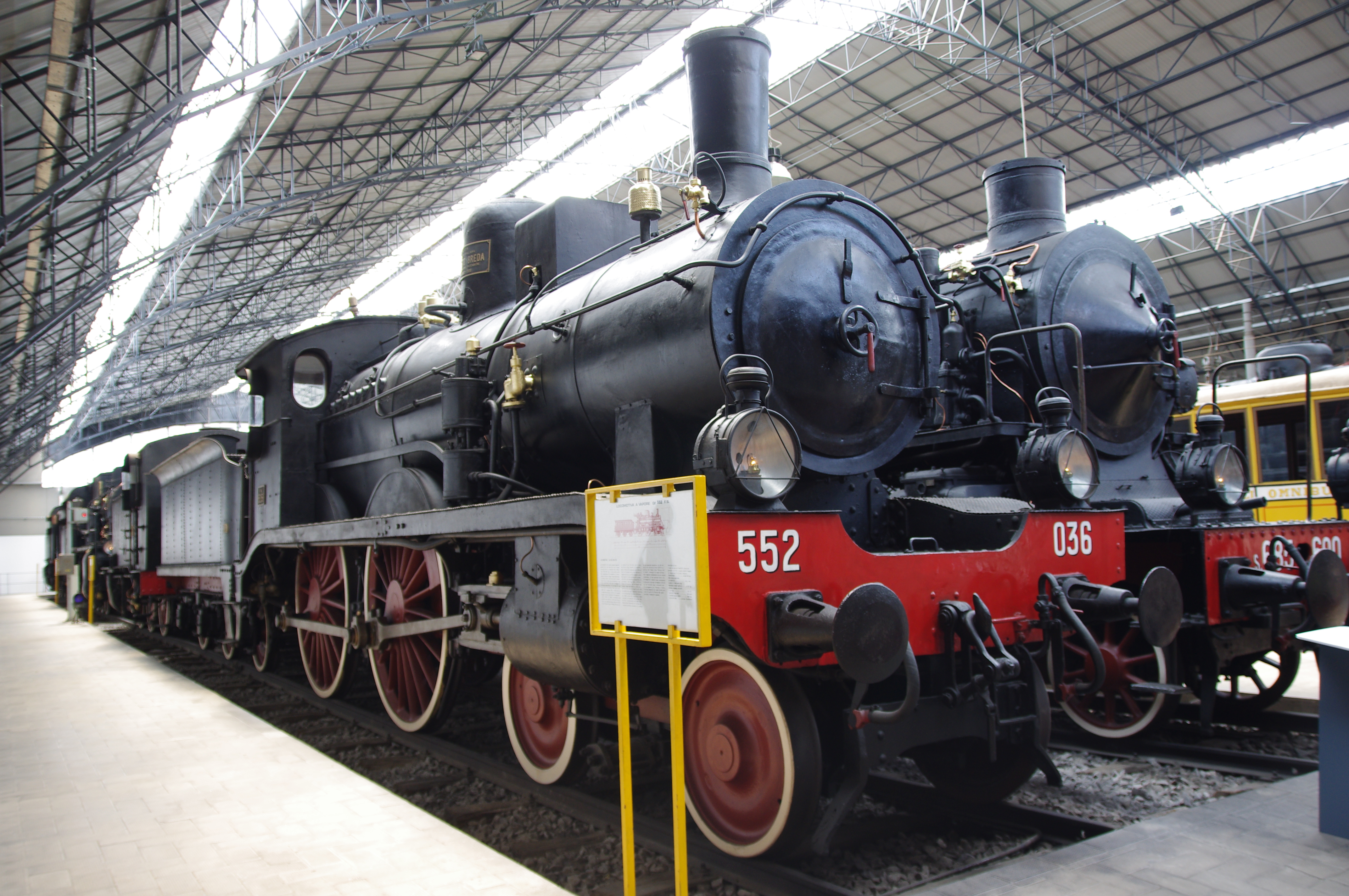
Locomotiva FS 552.036 (in primo piano) esposta nel Museo nazionale della scienza e della tecnologia Leonardo da Vinci di Milano

La locomotiva venne progettata dall'ingegnere Enrico Riva Capo del Servizio Trazione della SFM (Rete Adriatica), partendo dal progetto delle 180 RA  (Locomotiva FS 550) e migliorandolo. Le prime 24 locomotive del gruppo vennero ordinate alla Breda di Milano e all'Ansaldo di Sampierdarena. Le due aziende costruttrici nazionali, che ne avevano avuta una ordinazione di 12 unità ciascuna, le consegnarono nel 1899 e furono immatricolate nel gruppo 180-bis del parco macchine societario con i numeri progressivi SFM 1865-1888.  Una seconda ordinazione di ulteriori 12 unità venne fatta alla Breda e consegnata tra il 1900 e il 1901 e venne immatricolata come RA 1889-1900. Con il passaggio alle Ferrovie dello Stato intorno al 1906 vennero rinumerate FS 5521-5544 e FS 5545-5556. In seguito costituirono il gruppo 552.
Le locomotive del gruppo 552 trainarono i treni più importanti come i diretti e i direttissimi e furono alla testa di prestigiosi treni come la Valigia delle Indie (Peninsular Orientale Express). Dal 1900 fino al 1914 le Gr. 552 trainarono il convoglio postale settimanale Londra-Bombay lungo il tratto italiano da Milano a Brindisi. Traghettato sulla Manica, il treno attraversava la Francia ed entrava in Italia attraverso il traforo ferroviario del Frejus. A Brindisi i viaggiatori e la posta venivano imbarcati sul piroscafo inglese, che passava per il canale di Suez e proseguiva fino all'India, da cui il soprannome di Valigia delle Indie. Il treno era composto da un bagagliaio per la posta, due carrozze letto e una vettura ristorante. Raggiungeva una velocità di 100 km/h, per l'epoca considerevole.
Queste macchine rappresentano il massimo sviluppo delle locomotive a due assi accoppiati, superate soltanto dall'introduzione di motrici a tre assi accoppiati. Durante il periodo di massimo utilizzo, le locomotive Gr. 552 venivano considerate macchine di grande pregio, destinate a rimorchiare treni importanti su prestigiose linee internazionali. Una volta sostituite da macchine con prestazioni superiori, le locomotive Gr. 552 vennero destinate al servizio su linee di pianura, in particolare nel Veneto. Costruite in 36 esemplari, alcune di queste locomotive rimasero in servizio fino ai primi anni del secondo dopoguerra.

## Funzione
Le Gr 552 sono locomotiva per treni veloci a 2 assi motori. I nomi delle locomotive a vapore sono composti dalla sigla Gr seguita da un numero a sei cifre con un significato preciso. Il primo numero indica il gruppo, che individua motrici con specifiche tecniche e usi simili. Il secondo numero indica il modello, ovvero una serie di macchine che presentano lo stesso telaio e gli stessi impianti. Il terzo numero indica una variazione di alcune caratteristiche tecniche del modello originale. Il successivo insieme di tre numeri indica il progressivo di macchina nell'ambito del modello. Ad esempio la 552 036 è la trentaseiesima macchina di tipo 52 nel gruppo 5. Principali gruppi di classificazione 4 Locomotive per linee di montagna a 4 o 5 assi motori. 5 Locomotive per treni veloci a 2 assi motori. 6 Locomotive per treni veloci a 3 assi motori. 7 Locomotive per treni merci a 4 assi motori. 8 Locomotive da manovra a 3 assi motori. 9 Locotender di linea.

## Caratteristiche

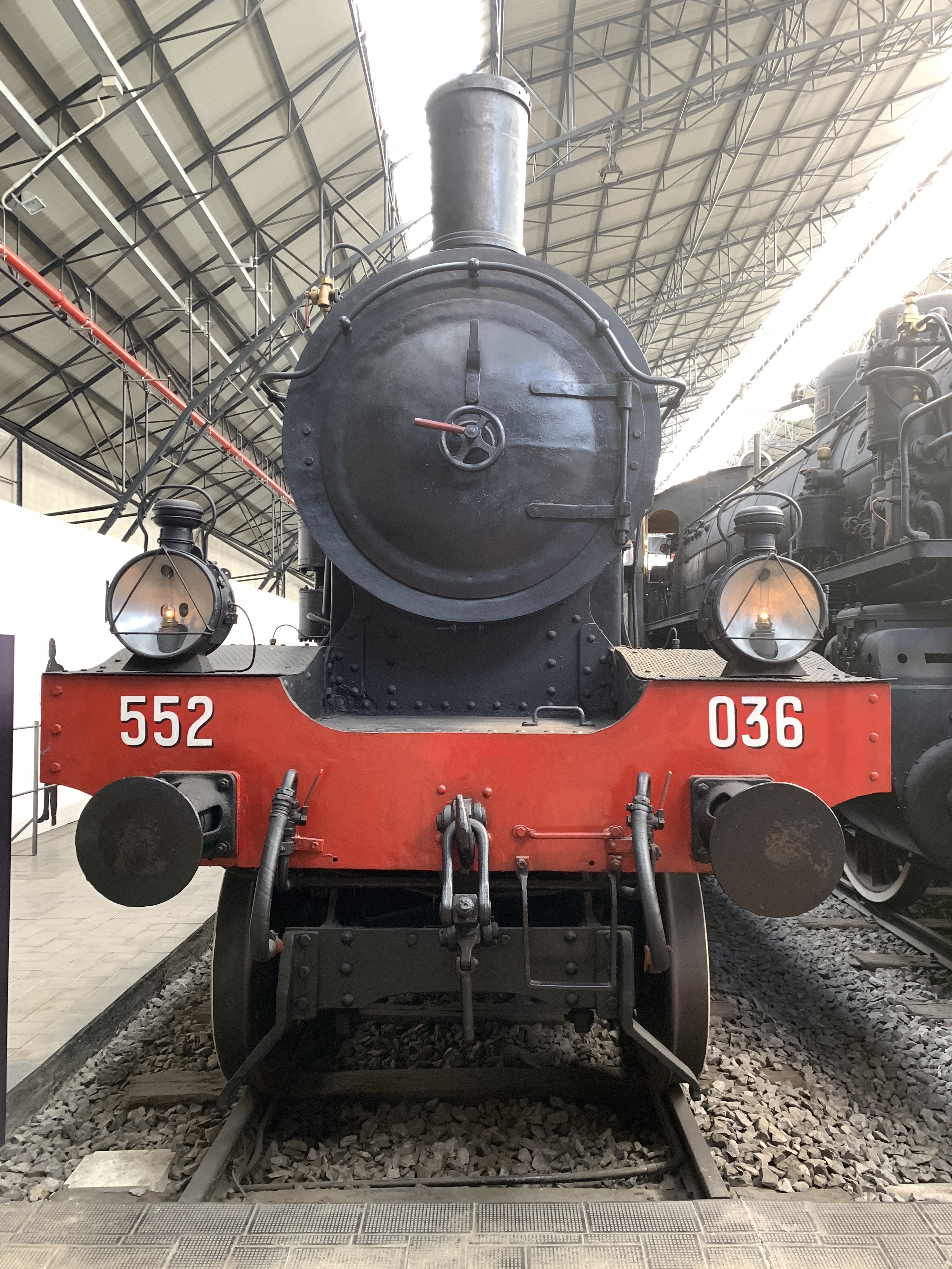

Le locomotive del Gruppo 552 FS, della potenza di 650 CV, erano mezzi di trazione versatili e veloci. Vennero costruite a vapore saturo e semplice espansione con 2 cilindri esterni; La caldaia adottata, la cui pressione massima venne stabilita in 12 bar risultò la più vaporiera del tempo facendo della 180 Bis una delle migliori macchine europee. La distribuzione del vapore era del tipo a cassetto con leveraggio distributore sistema Stephenson. Furono locomotive molto veloci per il proprio tempo essendo in grado di raggiungere 100 km/h.
Erano dotate di freno ad aria compressa e riscaldamento a vapore. La prima serie era dotata anche del freno a vuoto non automatico.
Il tender accoppiato, del peso massimo di 28.300 kg, venne costruito a tre assi allo scopo di mantenere basso il peso assiale; la sua capacità era di 10.500 kg d'acqua e di 4000 kg di carbone. Con il secondo gruppo di locomotive il tender venne maggiorato a 12.000 kg di acqua e il suo peso complessivo aumentò a 29.900 kg.
La locomotiva a vapore poggia su un rodiggio 220, composto da due assi portanti anteriori e due sale motrici accoppiate. Al di sopra della caldaia, dotata di un sistema a vapore saturo ad espansione semplice, sono posizionati i due distinti rilievi della sabbiera, a pianta rettangolare, e del duomo, a pianta circolare, mentre nella parte anteriore si trova un fumaiolo semplice, situato in corrispondenza della camera a fumo. La locomotiva dispone di due cilindri esterni, alimentati per mezzo di distributori a cassetto equilibrato secondo il sistema di distribuzione Stephenson. L'impianto frenante è costituito da un freno ad aria compressa automatico. La locomotiva è completa di tender a tre assi per il trasporto delle scorte di acqua e carbone. La macchina presenta una verniciatura di colore nero lucido, ad eccezione dei raggi delle ruote, della trave dei respingenti, delle fiancate del telaio e dell'incavo delle bielle verniciati di rosso e dei cerchi delle ruote di colore bianco.